# Suriyavong II
Suriyavong II, Suryavong II hay Surinyavongsa II (sinh thế kỷ 18, mất 1791 tại Bangkok) vương hiệu đầy đủ là Somdet Brhat Chao Suriya Varman Raja Sri Sadhana Kanayudha, là vị vua của Vương quốc Luang Phrabang, trị vì từ năm 1768 đến khi mất, năm 1791.